# NGC 3109
NGC 3109 é uma galáxia espiral barrada (SBm) localizada na direcção da constelação de Hydra. Possui uma declinação de -26° 09' 30" e uma ascensão recta de 10 horas, 03 minutos e 06,6 segundo.

NGC 3109 é possivelmente a quinta maior galáxia do grupo local, ficando atrás da quarta maior, a galaxia anã Grande Nuvem de Magalhães.

A galáxia NGC 3109 foi descoberta em 26 de Março de 1835 por John Herschel.